# 町飛鳥
町 飛鳥（まち あすか、1994年5月20日 - ）は神奈川県相模原市出身の卓球選手。Tリーグは静岡ジェード所属。ITTFワールドツアーグランドファイナルU21男子シングルス日本人初の金メダリスト。U21男子シングルス10位.Jr男子シングルス4位 カデット男子シングルス9位.男子シングルス73位。

## 経歴
青森山田中学校、青森山田高等学校、明治大学卒業。
シチズン時計を経て、2019年にTリーグの岡山リベッツに入団した。
2021年、ファーストとの所属契約を締結した。
2024-25シーズンより静岡ジェードに入団し、翌2025-26シーズンでは選手兼監督としての契約を結んだ。
一児の父。

## 主な戦歴
2006年
- 全日本卓球選手権大会ホープスの部 男子シングルス 準優勝

2007年
- 全日本卓球選手権大会カデットの部 14歳以下男子シングルス 優勝、男子ダブルス優勝（丹羽孝希ペア）
- 全日本卓球選手権大会 ジュニア男子シングルス 3位

2008年
- 全日本卓球選手権大会カデットの部 男子ダブルス優勝（二連覇）（丹羽孝希ペア）
- 全日本卓球選手権大会 ジュニア男子シングルス 3位

2009年
- 全日本卓球選手権大会 ジュニア男子シングルス 3位

2010年
- 全日本卓球選手権大会 ジュニア男子シングルス 3位
- インターハイ 男子シングルス 準優勝、男子ダブルス 準優勝

2011年
- インターハイ 男子シングルス 準優勝、男子ダブルス 準優勝
- 中国オープン（U21）男子シングルス 優勝
- ITTFワールドツアーグランドファイナル（U21）優勝

2012年
- アジアジュニア卓球選手権 男子団体 準優勝

2014年
- 平成25年度全日本卓球選手権大会 男子シングルス 準優勝

2018年　
- 第52回全日本社会人卓球選手権 男子シングルス 準優勝
- 第27回日本卓球リーグ・ビッグトーナメント 男子ダブルス 準優勝（上村慶哉ペア）

2019年
- 平成30年度全日本卓球選手権大会 男子シングルス ベスト8